# Álvaro Obertos de Valeto

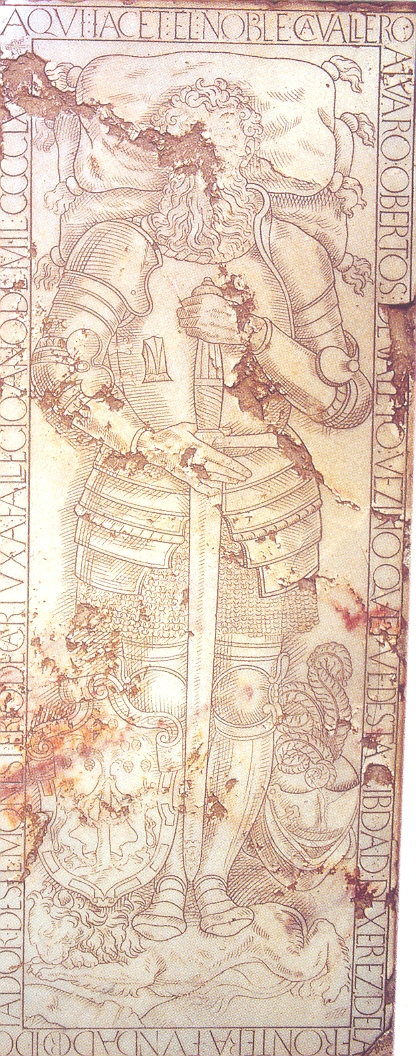
Grabplatte Álvaro Obertos de Valetos

Álvaro Obertos de Valeto (* 1427 in Jerez de la Frontera, Spanien; † 12. März 1482 ebenda) war ein spanischer Edelmann und Geschworener von Jerez. Er stiftete das Land für den Bau des Kartäuser-Klosters von Jerez, dessen Grundstein am 17. Dezember 1478 gelegt wurde.

## Leben
Álvaro Obertos de Valeto stammt von einer Genueser Familie  ab, die an der Eroberung von Sevilla und Jerez im Dienst von Fernando III. und Alfons X. beteiligt war. Seine Eltern waren Francisco Martínez de Morla und Francisca Obertos de Valeto, die Tochter von Miguel Obertos de Valeto y Vargas und Juana Martínez de Trujillo.
De Valeto traf die Kartäuser vor Hernando de Torres, der all seinen Besitz für die Durchführung der Errichtung eines Klosters der Gemeinde Jerez gab. Er übergab sein Vermögen nach einer Urkunde eines Notars am 3. Mai 1463 in Sevilla. Mit der Erlaubnis des Kardinals Don Pedro Mendoza, des Erzbischofs von Sevilla und des Bürgermeisters von Jerez, Rodrigo Ponce de León, wurde der Grundstein am 17. Dezember 1478 gelegt. Der Gründer ist am Fuße des Altars der Kirche begraben, unter einer verzierten Marmorplatte, die das Bildnis des Edelmanns zeigt. Die Inschrift lautet:
„Aqui iace el noble cavallero alvaro obertos de valeto vezino que fue dsta cibdad de xerez de la frontera fundador i dotador deste monasterio de cartuxa fallecio año de MILCCCCLXXXII.“
(Übersetzung: Hier liegt der edle Ritter Nachbar, Álvaro Obertos de Valeto, der der Stadt Jerez Wohltäter und Gründer des Klosters der Kartäuser war, starb im Jahr von 1482)
Das Kloster wurde in den Orden der Generalkapitel von Grenoble, im Jahre 1484 statt und vor dem Don Alonso de Abrego, die Cazalla benannt wurde eingebaut.